# Peter Funder
Peter Funder (ur. 30 października 1820 w Waisach, zm. 2 października 1886 w Klagenfurt am Wörthersee) – austriacki duchowny katolicki, biskup diecezjalny Gurk 1881-1886.

## Życiorys
Święcenia kapłańskie otrzymał 31 lipca 1844.
30 marca 1881 papież Leon XIII mianował go biskupem diecezjalnym Gurk. 26 czerwca 1881 z rąk arcybiskupa Franza Alberta Edera przyjął sakrę biskupią. Funkcję pełnił aż do swojej śmierci.